# رسم الخرائط الروبوتية

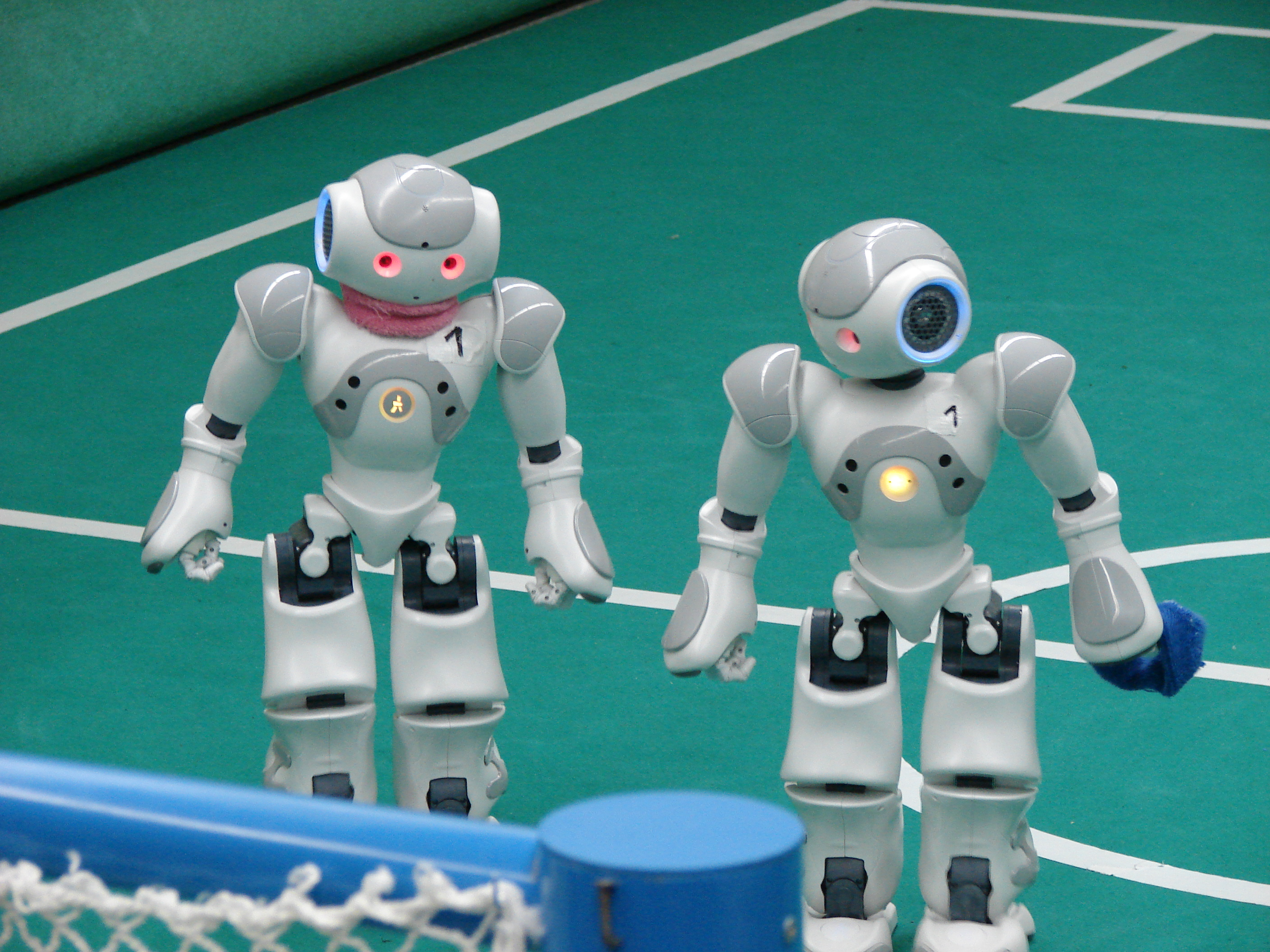

رسم الخرائط الروبوتية، هو انضباط يتعلق برؤية الحاسوب ورسم الخرائط. والهدف من وجود آلي مستقل هو التمكن من وضع (أو استخدام) خريطة (استخدام خارج المباني) أو خطة أرضية (استخدامها في الهواء الطلق) وتحديد مكانها المحلي وقواعدها أو مناراتها. والخرائط الروبوتية هي الفرع الذي يتناول دراسة وتطبيق القدرة على تحديد موقع نفسه في خريطة/خطة وأحياناً على رسم الخريطة أو خطة الطوابق بواسطة جهاز آلي
قد يكون الفعل الأعمى المتشكل متطورا كفاية لإبقاء بعض الحيوانات على قيد الحياة.بالنسبة لبعض الحشرات على سبيل المثال، لا يتم تفسير البيئة على أنها خريطة، وتعيش فقط مع الاستجابة المحفزة.تعمل إستراتيجية الملاحة الأكثر تفصيلاً قليلاً على تعزيز قدرات الروبوت بشكل كبير.  تتيح الخرائط المعرفية قدرات التخطيط واستخدام التصورات الحالية والأحداث المحفوظة والنتائج المتوقعه

## عملية
لدى الروبوت مصدرين للمعلومات: المصادر الغبية والمصادر التخصيصية.  عند الحركة، يمكن للروبوت أن يستخدم طرق حساب ميتة مثل تتبع عدد دورات عجلاته؛  هذا يتوافق مع المصدر الغبي ويمكن أن يعطي الموقع المطلق للروبوت، لكنه يخضع لخطأ تراكمي يمكن أن ينمو بسرعة.
يتوافق المصدر المخصص مع مستشعرات الروبوت، مثل الكاميرا أو الميكروفون أو الليزر أو الرادار أو السونار. المشكلة هنا هي «التعرّف الحسي».  هذا يعني أنه يمكن النظر إلى مكانين مختلفين على أنهما نفس الشيء.  على سبيل المثال، في مبنى ما، يكاد يكون من المستحيل تحديد موقع بالمعلومات المرئية فقط، لأن جميع الممرات قد تبدو نفس النماذج ثنائية الأبعاد لبيئة الروبوت يمكن إنشاؤها باستخدام مستشعرات تصوير النطاق أو الماسحات الضوئية ثلاثية الأبعاد

## تمثيل الخريطة
يمكن أن يكون التمثيل الداخلي للخريطة«متري» أو «طوبولوجي»: 
- الإطار المتري هو الأكثر شيوعا بالنسبة للبشر ويعتبر حيزا ذا بُعدين يضع فيه الأجسام.وتوضع الأجسام بإحداثيات دقيقة. وهذا التمثيل مفيد جدا، ولكنه حساس إزاء الضجيج ومن الصعب حساب المسافات بدقة.لا ينظر الإطار الطوبولوجي إلا في الأماكن والعلاقات بينها.في كثير من الأحيان، يتم تخزين المسافات بين الأماكن.والخريطة بعد ذلك رسم بياني تتطابق فيه العقد مع الأماكن والقوس مع المسارات.
- يعتبر الإطار الطوبولوجي الأماكن والعلاقات بينها فقط.  في كثير من الأحيان، يتم تخزين المسافات بين الأماكن.  ثم تكون الخريطة رسمًا بيانيًا، حيث تتوافق العقد مع الأماكن وتتوافق الأقواس مع المسارات.

تستخدم العديد من التقنيات التمثيلات الاحتمالية للخريطة من أجل التعامل مع عدم اليقين.
هناك ثلاث طرق رئيسية لتمثيل الخرائط، أي خرائط المساحة الحرة وخرائط الكائنات والخرائط المركبة.تستخدم هذه فكرة الشبكة، ولكنها تسمح بتنوع دقة الشبكة بحيث يمكن أن تصبح أكثر دقة حيث تكون هناك حاجة إلى مزيد من الدقة وأكثر خشونة حيث تكون الخريطة موحدة.

## تعلم الخريطة
لا يمكن فصل تعلم الخرائط عن عملية الترجمة، وتنشأ صعوبة عندما يتم دمج أخطاء الترجمة في الخريطة.  يشار إلى هذه المشكلة عموماً بأسم تحديد المواقع ورسم الخرائط بصوره متزامنة (اس ال أي ام).
وثمة مشكلة إضافية هامة تتمثل في تحديد ما إذا كان الروبوت يقع في جزء من البيئة المخزنة بالفعل أو لم يرى قط. ومن طرق حل هذه المشكلة استخدام المنارات الكهربائية، والاتصالات القريبة من الميدان، والاتحاد الدولي للمبادرة الدولية للاتصالات، والاتصالات الخفيفة المرئية، واي فاي وبلوتوث

## تخطيط المسار
يعد تخطيط المسار قضية مهمة لأنه يسمح للروبوت بالانتقال من النقطة أ إلى النقطة ب. يتم قياس خوارزميات تخطيط المسار من خلال تعقيدها الحسابي.تعتمد جدوى تخطيط الحركة في الوقت الفعلي على دقة الخريطة (أو مخطط الأرضية)، وعلى توطين الروبوتات وعدد العوائق.من الناحية الطوبولوجية، ترتبط مشكلة تخطيط المسار بمشكلة أقصر مسار لإيجاد مسار بين عقدتين في الرسم البياني.

## الملاحة الروبوت
يمكن للروبوتات الخارجية استخدام نظام تحديد المواقع العالمي (جي بي اس) بطريقة مشابهة لأنظمة الملاحة في السيارات.
يمكن استخدام الأنظمة البديلة مع مخطط الأرضية والإشارات بدلاً من الخرائط للروبوتات الداخلية، جنبا إلى جنب مع أجهزة الترجمة اللاسلكية. يمكن أن تساعد المنارات الكهربائية في أنظمة الملاحة الروبوتية الرخيصة.